# Luiz Henrique (calciatore 2001)
Luiz Henrique André Rosa da Silva, noto semplicemente come Luiz Henrique (Petrópolis, 2 gennaio 2001), è un calciatore brasiliano, attaccante dello Zenit San Pietroburgo e della nazionale brasiliana.

## Caratteristiche tecniche
È un'ala destra abbastanza veloce grazie al suo fisico minuto, nonostante sia alto 182 centimetri, e abile nel puntare l'uomo.

## Carriera

### Club

#### Fluminense e Betis
Cresciuto nel settore giovanile del Fluminense, ha esordito in prima squadra il 13 agosto 2020, disputando l'incontro di Série A pareggiato 1-1 contro il Palmeiras.
Il 1º luglio 2022 viene acquistato dal Betis.

#### Botafogo
Il 31 gennaio 2024, John Textor, proprietario dell'Eagle Football e azionista di maggioranza del Botafogo de Futebol e Regatas, annuncia la firma di Luiz Henrique, dopo una ripercussione mediatica dell'allora più grande acquisto del calcio brasiliano, del valore di 106,6 milioni di reais. L'atleta giocherà per una stagione indossando la maglia del Botafogo.
Al Campionato di Stato, contro Volta Redonda, nella seconda partita del Botafogo, Luiz Henrique si è sentito un polpaccio ed è uscito dal campo al 32º minuto del secondo tempo. L'infortunio è stato confermato dal Botafogo il 16 febbraio, in un comunicato ufficiale.
Luiz Henrique è tornato a giocare con il Botafogo solo il 31 marzo, nella vittoria per 2-0 sul Boavista, nella seconda partita della finale della Rio Cup. L'attaccante ha giocato i primi 45 minuti.

#### Zenit San Pietroburgo
Il 20 gennaio 2025 viene ufficializzato il suo acquisto da parte dello Zenit San Pietroburgo, firmando un contratto fino al 2029.

### Nazionale
Ha giocato nella nazionale brasiliana Under-20.
Il 23 agosto 2024 viene convocato per la prima volta in nazionale maggiore, con cui esordisce il 6 settembre seguente nel successo per 1-0 contro l'Ecuador. Il 10 ottobre dello stesso anno invece segna il suo primo gol per i verdeoro nel successo in trasferta contro il Cile (1-2).

## Statistiche

### Presenze e reti nei club
Statistiche aggiornate al 29 luglio 2025.
| Stagione          | Squadra               | Campionato        | Campionato | Campionato | Coppe nazionali | Coppe nazionali | Coppe nazionali | Coppe continentali | Coppe continentali | Coppe continentali | Altre coppe | Altre coppe | Altre coppe | Totale | Totale |
| Stagione          | Squadra               | Comp              | Pres       | Reti       | Comp            | Pres            | Reti            | Comp               | Pres               | Reti               | Comp        | Pres        | Reti        | Pres   | Reti   |
| ----------------- | --------------------- | ----------------- | ---------- | ---------- | --------------- | --------------- | --------------- | ------------------ | ------------------ | ------------------ | ----------- | ----------- | ----------- | ------ | ------ |
| 2020              | Fluminense            | A/RJ+A            | 0+26       | 2          | CB              | 2               | 0               | -                  | -                  | -                  | -           | -           | -           | 28     | 2      |
| 2021              | Fluminense            | A/RJ+A            | 6+35       | 0+5        | CB              | 6               | 1               | CL                 | 10                 | 0                  | -           | -           | -           | 57     | 6      |
| 2022              | Fluminense            | A/RJ+A            | 10+14      | 0+2        | CB              | 3               | 1               | CL+CS              | 4+6                | 1+1                | -           | -           | -           | 37     | 5      |
| Totale Fluminense | Totale Fluminense     | Totale Fluminense | 16+75      | 0+9        |                 | 11              | 2               |                    | 20                 | 2                  |             | -           | -           | 122    | 13     |
| 2022-2023         | Betis                 | PD                | 33         | 1          | CR              | 2               | 0               | UEL                | 7                  | 2                  | SS          | 1           | 0           | 43     | 3      |
| 2023-gen. 2024    | Betis                 | PD                | 14         | 0          | CR              | 2               | 1               | UEL                | 5                  | 0                  | -           | -           | -           | 21     | 1      |
| Totale Betis      | Totale Betis          | Totale Betis      | 47         | 1          |                 | 4               | 1               |                    | 12                 | 2                  |             | 1           | 0           | 64     | 4      |
| 2024              | Botafogo              | A/RJ+A            | 3+35       | 0+7        | CB              | 4               | 1               | CL                 | 12                 | 4                  | CI          | 1           | 0           | 55     | 12     |
| gen.-giu. 2025    | Zenit San Pietroburgo | PL                | 11         | 2          | KR              | 3               | 0               | -                  | -                  | -                  | -           | -           | -           | 14     | 2      |
| 2025-2026         | Zenit San Pietroburgo | PL                | 1          | 0          | KR              | 0               | 0               | -                  | -                  | -                  | -           | -           | -           | 1      | 0      |
| Totale Zenit      | Totale Zenit          | Totale Zenit      | 12         | 2          |                 | 3               | 0               |                    | -                  | -                  |             | -           | -           | 15     | 2      |
| Totale carriera   | Totale carriera       | Totale carriera   | 188        | 19         |                 | 22              | 4               |                    | 44                 | 8                  |             | 2           | 0           | 256    | 31     |

### Cronologia presenze e reti in nazionale
| Cronologia completa delle presenze e delle reti in nazionale ― Brasile | Cronologia completa delle presenze e delle reti in nazionale ― Brasile | Cronologia completa delle presenze e delle reti in nazionale ― Brasile | Cronologia completa delle presenze e delle reti in nazionale ― Brasile | Cronologia completa delle presenze e delle reti in nazionale ― Brasile | Cronologia completa delle presenze e delle reti in nazionale ― Brasile | Cronologia completa delle presenze e delle reti in nazionale ― Brasile | Cronologia completa delle presenze e delle reti in nazionale ― Brasile |
| Data                                                                   | Città                                                                  | In casa                                                                | Risultato                                                              | Ospiti                                                                 | Competizione                                                           | Reti                                                                   | Note                                                                   |
| ---------------------------------------------------------------------- | ---------------------------------------------------------------------- | ---------------------------------------------------------------------- | ---------------------------------------------------------------------- | ---------------------------------------------------------------------- | ---------------------------------------------------------------------- | ---------------------------------------------------------------------- | ---------------------------------------------------------------------- |
| 6-9-2024                                                               | Curitiba                                                               | Brasile                                                                | 1 – 0                                                                  | Ecuador                                                                | Qual. Mondiali 2026                                                    | -                                                                      | 62’                                                                    |
| 10-9-2024                                                              | Asunción                                                               | Paraguay                                                               | 1 – 0                                                                  | Brasile                                                                | Qual. Mondiali 2026                                                    | -                                                                      | 46’                                                                    |
| 10-10-2024                                                             | Ñuñoa                                                                  | Cile                                                                   | 1 – 2                                                                  | Brasile                                                                | Qual. Mondiali 2026                                                    | 1                                                                      | 68’                                                                    |
| 15-10-2024                                                             | Brasilia                                                               | Brasile                                                                | 4 – 0                                                                  | Perù                                                                   | Qual. Mondiali 2026                                                    | 1                                                                      | 69’                                                                    |
| 14-11-2024                                                             | Maturín                                                                | Venezuela                                                              | 1 – 1                                                                  | Brasile                                                                | Qual. Mondiali 2026                                                    | -                                                                      | 68’                                                                    |
| 19-11-2024                                                             | Salvador                                                               | Brasile                                                                | 1 – 1                                                                  | Uruguay                                                                | Qual. Mondiali 2026                                                    | -                                                                      | 58’                                                                    |
| Totale                                                                 |                                                                        | Presenze                                                               | 6                                                                      |                                                                        | Reti                                                                   | 2                                                                      |                                                                        |

## Palmarès

### Competizioni statali
- Campionato Carioca: 1

Fluminense: 2022
- Taça Guanabara: 1

Fluminense: 2022

### Competizioni internazionali
- Coppa Libertadores: 1

Botafogo: 2024

#### Competizioni nazionali
- Campionato brasiliano: 1

Botafogo: 2024